# Bowlesia
Bowlesia là chi thực vật có hoa trong họ Apiaceae.

## Hình ảnh

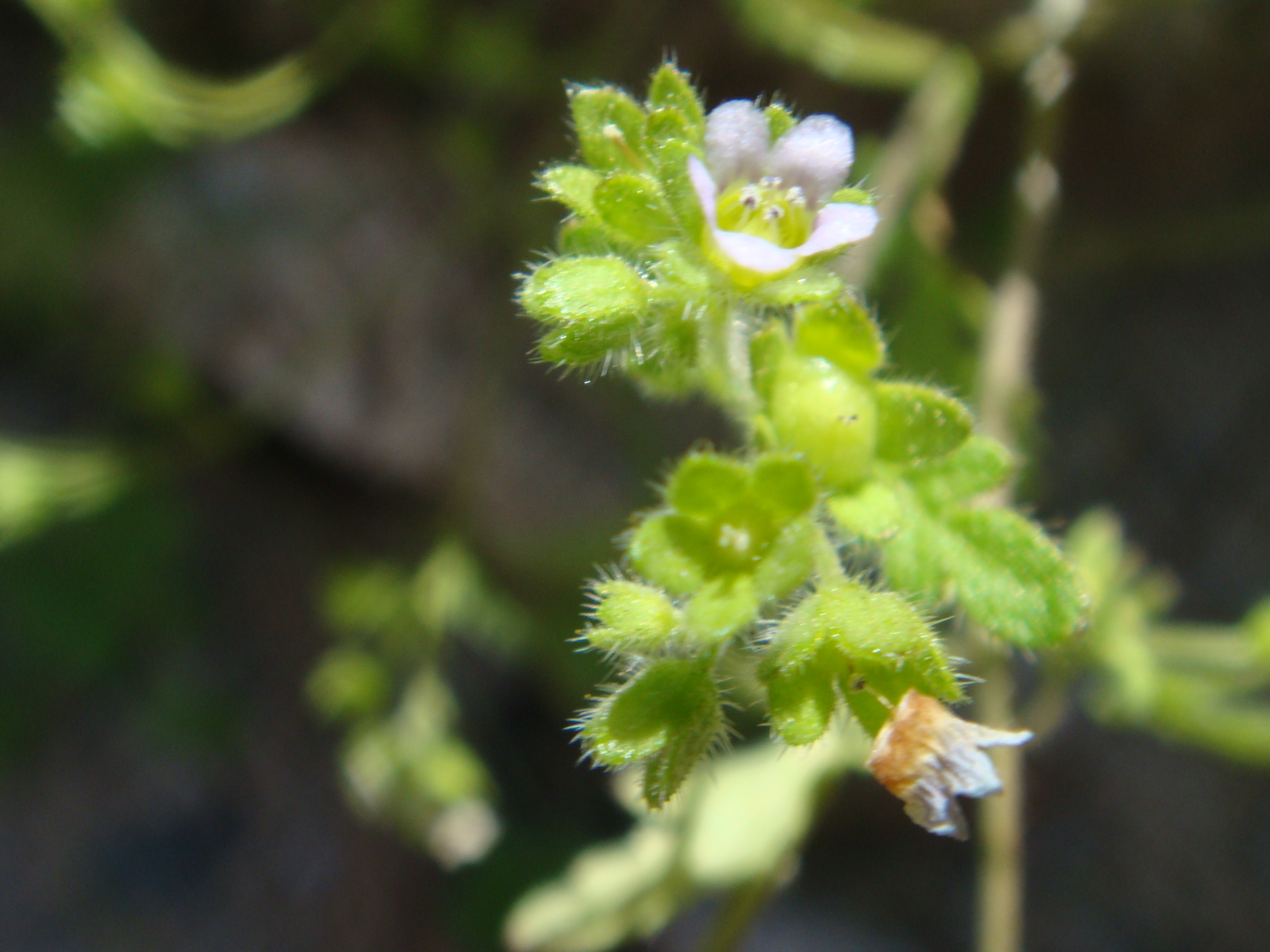
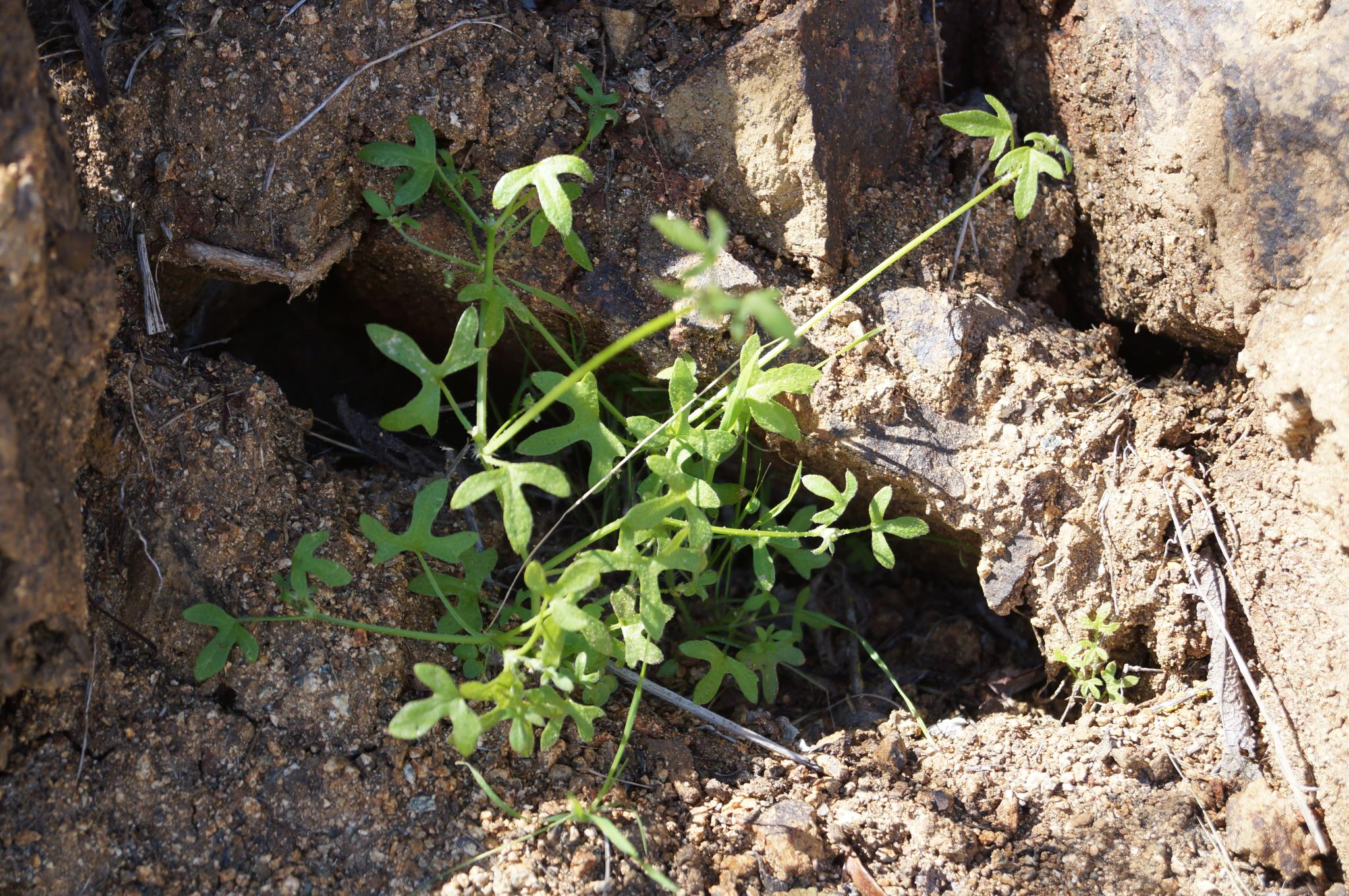